# Alliance israélite universelle de Beyrouth
L'Alliance israélite universelle de Beyrouth fut un établissement privé d'enseignement primaire et secondaire, fondé en 1869  à Beyrouth quand le Liban faisait encore partie de l'Empire ottoman. L'établissement était autrefois situé dans le quartier Bab-Idriss à Beyrouth, rue de l'Alliance.

## Historique
Fondée en 1869, par le grand-rabbin de Beyrouth Zaki Cohen, pour servir les besoins de la communauté israélite de Beyrouth déjà florissante à l'époque, quatre langues y furent aussitôt enseignées: l'arabe, le français, l'anglais et l'hébreu. La première École était exclusivement pour les garçons. Dix ans plus tard, l'École ouvrit ses portes aux filles. L'Alliance israélite de Beyrouth a connu un grand essor durant la décennie 1960. Le nombre de pupitres passa de 1 015 en 1964 à 1 227 deux ans plus tard. Cependant le déclenchement de la guerre du Liban en 1975 poussa l'Alliance israélite universelle à fermer ses portes. Ses bâtiments furent cédés à un groupe de commerçants au début de l'année 1976.